# بخش استبان اچویرا
بخش استبان اچویرا پارتیدو (به اسپانیایی: Partido de Esteban Echeverría) یک منطقهٔ مسکونی در آرژانتین است که در استان بوئنوس آیرس واقع شده‌است. بخش استبان اچویرا پارتیدو ۱۲۰ کیلومتر مربع مساحت و ۳۰۰٬۹۵۹ نفر جمعیت دارد.